# Risi Competizione

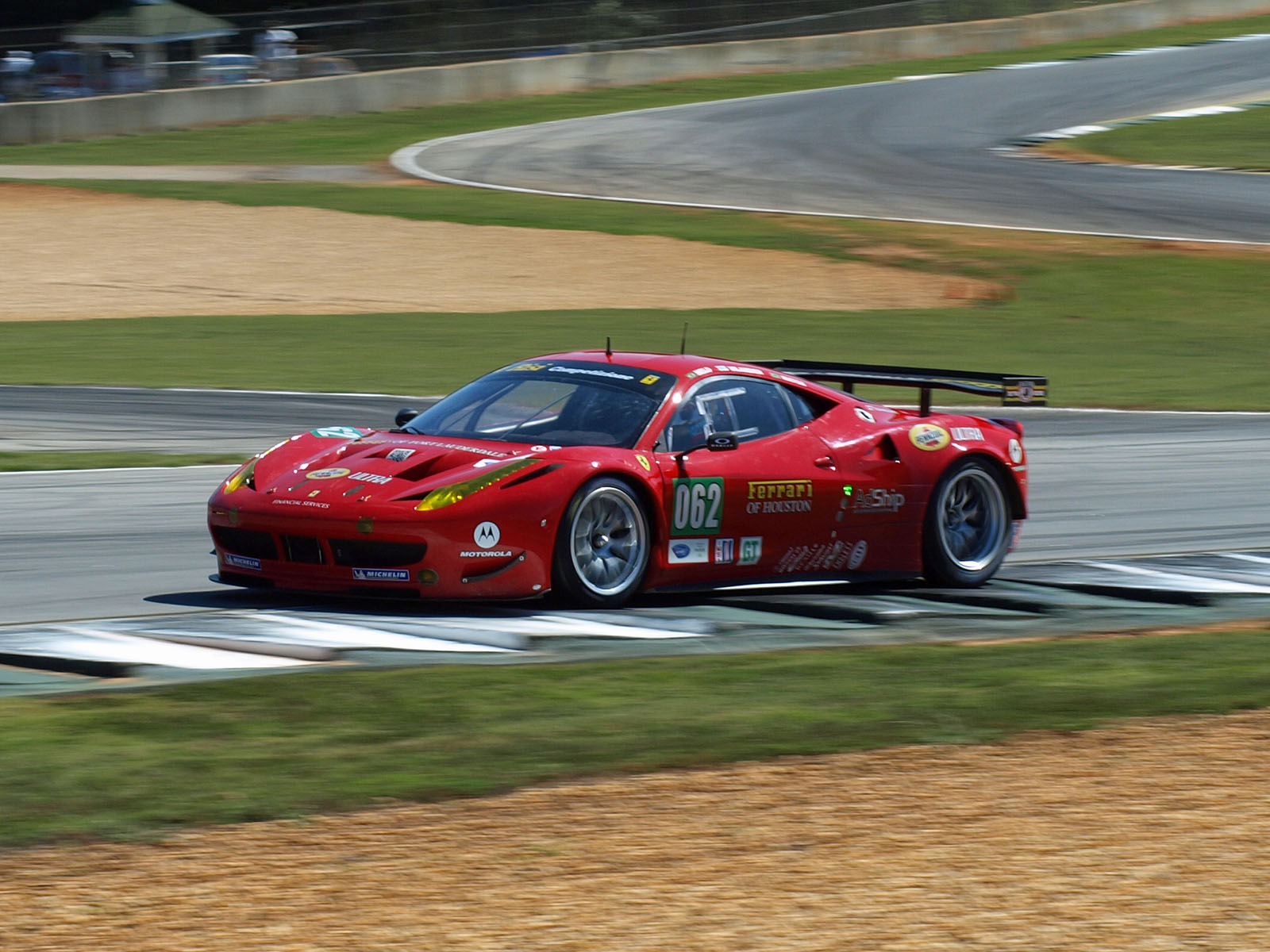
Ferrari 458 GTC de Risi.

Risi Competizione es un equipo de automovilismo de Estados Unidos fundado por Giuseppe Risi. Inicialmente fue una colaboración con Doyle-Racing usando el nombre de Doyle-Risi Racing. Giuseppe Risi tomó el control en el año 2000 y lo renombró a su actual nombre.
Risi Competizione ha ganado carreras y títulos en Campeonato IMSA GT, American Le Mans Series y Rolex Sports Car Series como también 3 victorias en su clase en las 24 Horas de Le Mans en 1998, 2008 y 2009. Ha utilizado modelos de Ferrari.